# 森下昭司
森下 昭司（もりした しょうじ、1927年（昭和2年）2月21日 - 1993年（平成5年）5月15日）は、昭和期の政治家。参議院議員（1期）、愛知県議会議員（5期）。

## 経歴
愛知県名古屋市で生まれる。1952年（昭和27年）日本大学経済学部を卒業した。
衆議院議員赤松勇事務所勤務、参議院議員成瀬幡治の秘書を務めた。
1955年（昭和30年）4月、愛知県議会議員選挙に名古屋市昭和区選挙区から左派社会党公認で立候補し初当選。5期在任。その他、日本社会党愛知県本部書記長、同委員長、同党愛知県議会議員団長などを務めた。
1974年（昭和49年）7月の第10回参議院議員通常選挙に愛知県地方区から社会党公認で出馬して当選し、参議院議員に1期在任した。その後、第12回、第13回通常選挙に立候補したがいずれも次点で落選した。
1993年（平成5年）5月15日死去、66歳。死没日をもって勲三等旭日中綬章追贈、正五位に叙される。